# 塩田慎二
塩田 慎二（しおだ しんじ、1978年5月3日 - ）は、NHKのアナウンサー。子供が3人実在。

## 人物
岡山県笠岡市出身。金光学園中学校・高等学校、横浜国立大学教育人間科学部卒業後、2003年（平成15年）4月に入局。
2022年7月1日付で岡山放送局・放送部副部長に就任。

## 嗜好・挿話
- 学生時代は、モダンダンス部に入って、創作ダンスに熱中していた。[3]
- 大学4年生の時に『全日本高校・大学ダンスフェスティバル』で上位入賞しており、その演技は当時の教育テレビで放送された[3]。
- 横浜国大在学中の2001年、TBS系列「学校へ行こう!」で「ミッチー塩田」として出演していたこともある[4][5]（2001年2月27日放送 その名の通り及川光博のモノマネ）。
- 座右の銘は「大切なものは目にはみえない」。[6]
- NHK入局後、初任地の徳島放送局で勤務し、2008年（平成20年）7月には宮崎放送局に異動。その後福岡放送局、岡山放送局での勤務を経て、2018年（平成30年）4月に東京アナウンス室に配属された。2022年（令和4年）7月付けで地元・岡山に戻ることを同年6月22日のNHKニュースおはよう日本内で発表。
- 宮崎放送局では、地上デジタル放送推進大使も務めた[7]。

## 担当番組・業務
☆は現在担当中
徳島放送局時代（2003年6月 - 2008年7月）
- ほっとイブニング徳島（キャスター）
- ニュースとくしま610 キャスター（2007年4月 - 2008年7月25日）
- とくしまニュース845（不定期）
- 徳島のニュース・中継・リポート

宮崎放送局時代（2008年8月 - 2012年7月）
- 宮崎のニュース・中継・リポート
- スポーツ中継
- ニュース宮崎845（不定期）
- NHKニュース宮崎645（不定期）
- おはよう宮崎（不定期）
- ニュースwave宮崎（不定期・原口雅臣らの代理キャスター）
- ひるブラ（2011年10月5日、6日）

福岡放送局時代（2012年8月 - 2015年7月）　
- はっけんラジオ（不定期）[8]
- ニュース845福岡（不定期）
- おはよう九州沖縄（不定期）
- 福岡県・九州沖縄地方のニュース・中継・リポート
- 熱烈発信!福岡NOW（野村正育の代理キャスター、2014年8月18日-22日）
- あさイチ（代理リポーター）（2014年9月2日）
- ひるブラ（2015年4月14日、15日、6月8日、12日）

岡山放送局時代（1度目）（2015年8月 - 2017年度）　
- もぎたて! キャスター（2016年3月28日 - 2018年3月30日、就任前の2015年9月24日、25日も南波雅俊の代理キャスターとして出演。）
- 岡山ニュース845（不定期）
- NHKジャーナル 代理キャスター（2017年8月21日 - 2017年8月25日　山田康弘休暇の代理）
- 旅ラジ!90アナウンサー[9]（2017年9月4日）岡山県笠岡市北木島から
- 岡山のニュース・中継・リポート

東京アナウンス室時代（1度目）（2018年度 - 2022年6月）　
- Rの法則 司会（2018年4月9日  - 4月24日）[10]
- 2018年7月には出身地でもある岡山県の平成30年7月豪雨で被災した地域からの中継を担当した。
- もてなし家族に福きたる!平野レミの早わざレシピ 第6弾（2018年7月16日）
- NHKニュースおはよう日本（代理キャスター：4:30 - 6:00）（2018年8月20日 - 24日）
- 旬感☆ゴトーチ!（2018年9月18日、19日）
- 第85回NHK全国学校音楽コンクール　
  - 関東甲信越ブロックコンクール ～高等学校の部～（2018年9月22日・FM）
  - 関東甲信越ブロックコンクールコンクール ～中学校の部～（2018年9月23日・FM）[注釈 1]
  - 全国ブロックコンクール ～小学校の部～（2018年10月7日・FM）
- Nコン85回記念企画　青春のそばにNコンドラマ（2018年10月8日）
- ニュース シブ5時 リポーター（2018年5月28日 - 2019年3月30日）
- 増田明美のキキスギ?（ラジオ第1・2018年10月5日 - 2019年3月22日）
- ニュース645（不定期）
- 正午ニュース（赤松俊理の代理キャスター）（2019年5月18日、19日、7月27日、28日）、（合原明子の代理キャスター）（2020年8月30日）
- 島根のニュース（松江放送局への応援）（2019年6月10日 - 12日）
- NHKニュース7（代理サブキャスター）（2019年8月17日、18日）[11]
- 全国戦没者追悼式（実況）（2020年8月15日）
- NHKニュースおはよう日本、10:00 - 10:05ニュース（新井秀和の代理キャスター：2020年3月14日、2021年2月13日）
- ニュースウオッチ9 ナレーション・ニュースリーダー
  - 小澤康喬の代理（2021年4月26日）
  - 糸井羊司の代理（2021年7月27日）
- ニュース・気象情報（午後11時）
  - 小澤康喬の代理キャスター（2021年4月26日）
  - 糸井羊司の代理キャスター（2021年7月27日）
- NHKニュースおはよう日本
  - 4時台[12]、5時台キャスター（2019年4月1日 - 2022年4月1日）
    - 2019年度・2020年度は佐藤克樹、利根川真也と
    - 2021年度は佐藤俊吉、江原啓一郎との1週間ごとのローテーション

  - リポーター（2022年4月 - 6月22日）
- NHKニュースおはよう日本（5時台代理キャスター：2022年4月6日 - 2022年4月8日）[13]

岡山放送局時代（2度目）（2022年7月 - 2025年6月）
- 岡山のニュース
- 岡山放送局制作番組の編集責任者
- 台風7号関連特設ニュース（2023年8月15日・全国放送） - 岡山放送局より岡山県の災害状況を伝えた[注釈 2]
- 放送部副部長（2022年7月-2023年3月）→コンテンツセンターアナウンスグループ統括（2023年4月-2025年6月）
- 岡山ニュース845（2023年度まで）
- おはよう岡山（2023年度まで）
- もぎたて!（編集責任者）
  - 勝呂恭佑の代理キャスター（2022年8月22 - 26日、9月16日、11月14日、2023年8月14日・16日・17日・18日、2024年1月4日・5日）
- ひるまえ直送便・岡山（編集責任者）
- @okayama（編集責任者）
- もぎたて!845・645（不定期）
- 緊急報道（岡山放送局発）

東京アナウンス室時代（2度目）（2025年7月 - ）
- ☆報道アナウンサーグループ統括
- 九州・沖縄地方のラジオニュース（2025年8月8日-10日、かつて勤務経験のある福岡局への応援派遣。）
- おはよう九州沖縄（2025年8月10日、かつて勤務経験のある福岡放送局への応援派遣。）